# Католицька церква в Ірландії
Като́лицька це́рква в Ірла́ндії — найбільша християнська конфесія Ірландії. Складова всесвітньої Католицької церкви, яку очолює на Землі римський папа. Керується конференцією єпископів. Станом на 2004 рік у країні нараховувалося близько 4 161 000 католиків (76,11% від усього населення). Існувало 26 діоцезій, які об'єднували 1312 церковних парафій.  Кількість  священиків — 4690 (з них представники секулярного духовенства — 3097, члени чернечих організацій — 1593), постійних дияконів — 1, монахів — 2460, монахинь — 8088.